# Bill Carr
William ("Bill") Arthur Carr, född 24 oktober 1909 i Pine Bluff i Arkansas, död 14 januari 1966 i Tokyo, var en amerikansk friidrottare.
Carr blev olympisk mästare på 400 meter vid olympiska sommarspelen 1932 i Los Angeles.